# Subida a Urkiola
La Subida a Urkiola era una corsa in linea di ciclismo su strada maschile che si svolgeva a Durango, in Spagna, ogni anno nel mese di agosto. Faceva parte del calendario dell'UCI Europe Tour classe 1.1.
La prima edizione si tenne nel 1931 e fu organizzata dalla Sociedad Ciclista Bilbaina, ma ebbe una cadenza regolare solo a partire dal 1984.

## Albo d'oro
Aggiornato all'edizione 2009.
| Anno | Vincitore                  | Secondo                   | Terzo                    |
| ---- | -------------------------- | ------------------------- | ------------------------ |
| 1931 | Ricardo Montero            | Vicente Trueba            | Federico Ezquerra        |
| 1936 | Claudio Leturia            | Manuel Trueba             | Federico Ezquerra        |
| 1961 | Antonio Karmany            | Juan José Sagarduy        | Jesús Loroño             |
| 1962 | Julio Jiménez              | Juan José Sagarduy        | Antonio Karmany          |
| 1964 | Julio Jiménez              | Juan José Sagarduy        | Joaquín Galera           |
| 1965 | Julio Jiménez              | Juan José Sagarduy        | Federico Bahamontes      |
| 1966 | Eusebio Vélez              | Francisco Gabikagogeaskoa | Gregorio San Miguel      |
| 1968 | Joaquín Galera             | Mariano Díaz              | Domingo Fernandez        |
| 1969 | Gabriel Mariscal           | Domingo Fernandez         | Ventura Díaz             |
| 1984 | Vicente Belda              | Carlos Hernández          | Iñaki Gastón             |
| 1985 | Jesús Rodríguez Magro      | Vicente Belda             | Alirio Chizabas          |
| 1986 | Óscar de Jesús Vargas      | Alirio Chizabas           | Jokin Mujika             |
| 1987 | Marino Lejarreta           | Jérôme Simom              | Jesús Rodríguez Magro    |
| 1988 | Marino Lejarreta           | Miguel Ángel Martínez     | Álvaro Pino              |
| 1989 | Andrew Hampsten            | Santos Hernández          | Fernando Quevedo         |
| 1990 | Andrew Hampsten            | Tony Rominger             | Marino Lejarreta         |
| 1991 | Pedro Delgado              | Marino Lejarreta          | Jesús Montoya            |
| 1992 | Claudio Chiappucci         | Pedro Delgado             | Ivan Gotti               |
| 1993 | Tony Rominger              | Claudio Chiappucci        | Andrew Hampsten          |
| 1994 | José María Jiménez         | Claudio Chiappucci        | Ramón González Arrieta   |
| 1995 | Leonardo Piepoli           | Erik Breukink             | Claudio Chiappucci       |
| 1996 | José María Jiménez         | Marco Fincato             | Oscar Pelliciole         |
| 1997 | Beat Zberg                 | José María Jiménez        | Jon Odriozola            |
| 1998 | Simone Borgheresi          | Axel Merckx               | Ángel Casero             |
| 1999 | Leonardo Piepoli           | Francisco Tomás García    | José María Jiménez       |
| 2000 | Francesco Casagrande       | Leonardo Piepoli          | Davide Rebellin          |
| 2001 | Jon Odriozola              | José María Jiménez        | Joaquim Rodríguez Oliver |
| 2002 | Dario Frigo                | Carlos García Quesada     | Danilo Di Luca           |
| 2003 | Leonardo Piepoli           | Dave Bruylandts           | Haimar Zubeldia          |
| 2004 | Leonardo Piepoli           | Francesco Casagrande      | Carlos García Quesada    |
| 2005 | Joaquim Rodríguez Oliver   | Alberto Benítez           | Matteo Carrara           |
| 2006 | Iban Mayo                  | Ricardo Serrano           | Igor Antón               |
| 2007 | José Ángel Gómez Marchante | David López               | Juan José Cobo           |
| 2008 | David Arroyo               | Juan José Cobo            | Sergio Padilla           |
| 2009 | Igor Antón                 | Xavier Tondó              | Freddy Montaña           |